# Cueva de Risovača
Cueva de Risovača (en serbio: Пећина Рисовача) está situada en la entrada de la ciudad de Arandjelovac, en Serbia. Es uno de los sitios arqueológicos más importantes de paleolítico en Europa.
Fue descubierta alrededor de 1938, pero las excavaciones arqueológicas comenzaron en 1953. Se encontraron fósiles de osos de las cavernas, mamuts, rinocerontes lanudos, leones cavernarios, leopardos y bisontes. La profundidad de la cueva es de unos 187 metros, y sus "salas" están decoradas con minerales de diferentes formas y colores. Además, las herramientas que utilizaron hombres de las cavernas en esos momentos fueran descubiertas allí también.
Risovača fue declarada un sitio arqueológico de gran importancia en 1983, y se encuentra protegido por la República de Serbia.